# Anita Pádár
Anita Pádár (Karcag, Hungría, 30 de marzo de 1979) es una futbolista húngara que se desempeña como delantera y actualmente juega en el MTK Hungária FC.

## Clubes
| Club             | País    | Año         |
| ---------------- | ------- | ----------- |
| Szolnoki TE      | Hungría | 1993 - 1994 |
| László Kórház SC | Hungría | 1994 - 1996 |
| Íris SC          | Hungría | 1997        |
| László Kórház SC | Hungría | 1997 - 2000 |
| Renova FC        | Hungría | 2000 - 2001 |
| 1. FC Femina     | Hungría | 2001 - 2011 |
| MTK Hungária FC  | Hungría | 2012 -      |

## Palmarés
- Campeona Húngara en 1994–95, 1997–98, 1998–99, 1999–00, 2001–02, 2002–03, 2005–06, 2006–07, 2007–08, 2011–12, 2012–13 y 2013–14.
- Campeona de Copa Húngara en 1998, 1999, 2000, 2001, 2013 y 2014.
- Máxima goleadora de Ligas de Hungría femenina en 1998–99 (21 goles), 1999–00 (22 goles), 2000–01 (23 goles), 2001–02 (24 goles), 2002–03 (22 goles), 2003–04 (31 goles), 2004–05 (27 goles), 2005–06 (34 goles), 2006–07 (29 goles), 2007–08 (52 goles), 2008–09 (44 goles), 2009–10 (38 goles), 2010–11 (35 goles), 2011–12 (57 goles), 2012–13 (55 goles) y 2013–14 (28 goles).